# Chnoem en de zeven magere jaren
Chnoem en de zeven magere jaren is een mythe uit de Egyptische mythologie, die staat opgetekend op de Hongersnoodstele, een blok graniet van zo'n drie meter hoog op het eilandje Sehel even ten zuiden van Aswan. 

## Over de inscriptie

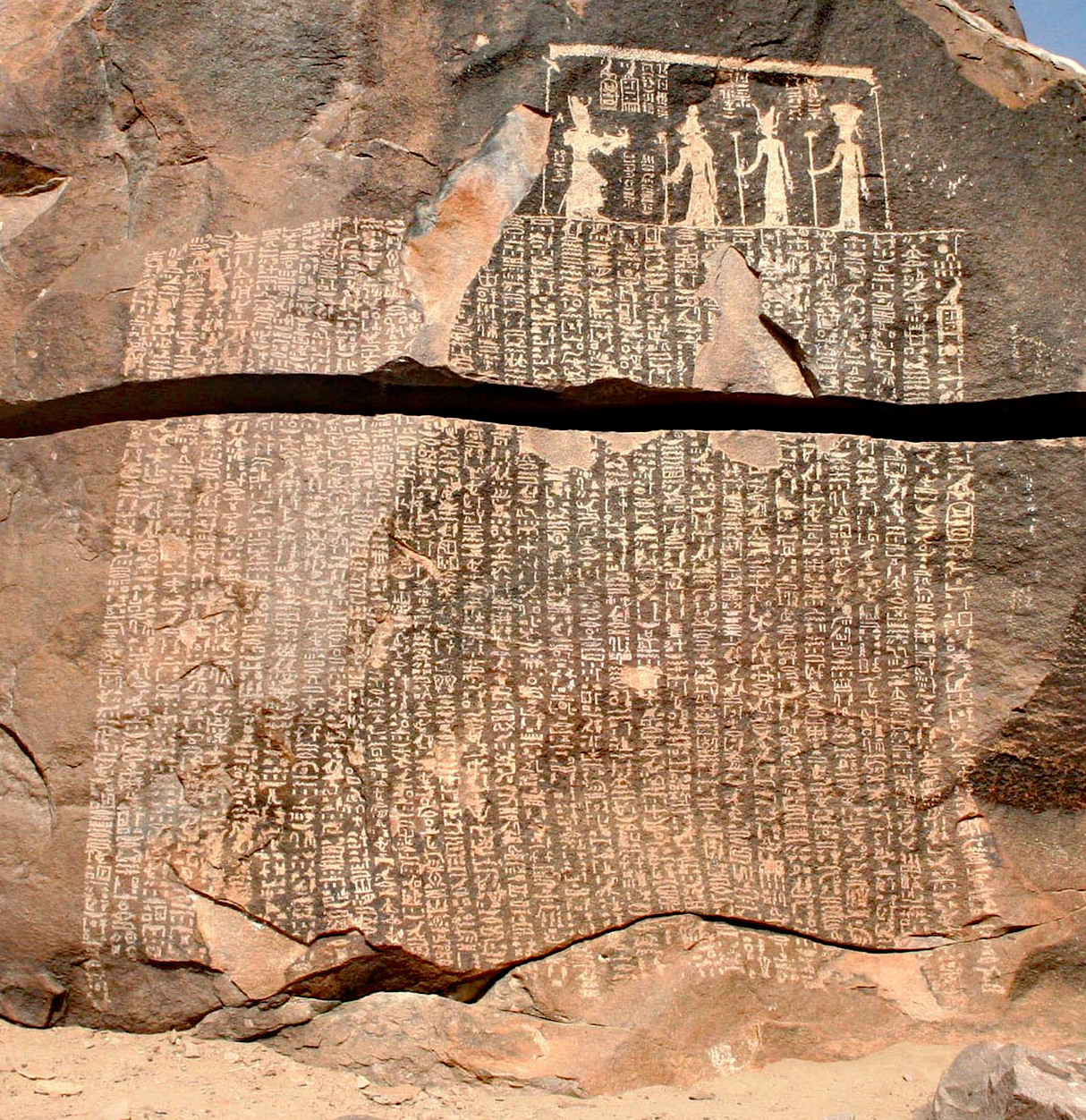
Hongersnoodstele

De inscriptie is moeilijk te zien en werd bij toeval ontdekt door C.E. Wilbour in 1889. Toen de vertaling ervan in 1891 door Emile Brugsch uitgegeven werd, veroorzaakte dat enige opschudding omdat de mythe duidelijke overeenkomsten vertoont met het verhaal van de vette en magere jaren in Genesis 41:46-57. Jaren waarin de overstroming van de oevers van de Nijl uitbleef waren geen uitzondering, dat geldt ook voor latere tijden. Na de droogte van 1066-1072 na Chr. bijvoorbeeld werd er op grote schaal mensenvlees verhandeld en gegeten (bron?).
Volgens de mythe, die waarschijnlijk uit de late tijd stamt, was er ook in de tijd van farao Djoser van de IIIe dynastie (tweeduizend jaar eerder) een zevenjarige droogte geweest. 
De mythe weerspiegelt maar al te duidelijk de onderlinge na-ijver van de verschillende priesterschappen in de verschillende steden. Zij probeerden allemaal om hun god als de oppergod voor te stellen om zo een grotere aanspraak op de belastingopbrengsten van het land te kunnen laten gelden. Er bestonden dus vele verschillende lokale voorstellingen van de godenwereld. Hoewel Egyptenaren onderling dus verschilden in religieuze denkbeelden was dat zelden reden tot geweld of onderdrukking. Het is mogelijk dat dit verband houdt met het Bijbelverhaal over Jozef (zoon van Jakob).

## De mythe
In het 18e jaar van koning Djoser toen Madir de prins van Erpa en Ha was en gouverneur van het tempeldomein van het noorden en het zuiden, alsmede de leider van de Chenti te Elefantine werd er een bericht van de koning aan hem afgeleverd waarin Zijne Majesteit hem schreef:
Mijn hart is bezwaard vanwege de ramp die zich voltrekt, want de Nijl is in zeven jaar niet buiten zijn oevers getreden. Er is geen graan, er zijn geen groentes, er is geen voedsel. Eenieder berooft zijn buurman. Mensen willen lopen maar kunnen zich niet bewegen. De jongeling sleep zijn leden voort, de harten van de ouderen zijn verslagen in wanhoop. Hun benen laten hen in de steek, zij zakken te neer en grijpen hun lichaam vast in pijn. De raadgevers staan verstomd en niets dan wind komt uit de graanopslag als deze geopend wordt. Alles is in staat van  verval...
De koning is wanhopig om uit vinden waarom deze ramp het land overkomen is. Is er iets mis met de Nijlgod Hapi? Waar komt de Nijl eigenlijk vandaan? Welke goden hebben daar gezag over? Heeft hij ze soms beledigd of verwaarloosd?
Madit kon hem dat wel vertellen. Tenslotte was Elefantine de bron van de Nijl, het water van de rivier kwam daar uit twee spelonken naar boven. Het waren de borsten van de Nijlgod. Maar de god die daarover de baas was, was Chnoem. Hij had ooit het slot geopend op de deuren die de stroom ingesloten hadden gehouden en toen hij met zijn sandalen op de grond gestampt had, was Hapi tevoorschijn gekomen.
Madit ging voort de koning alles over Chnoem te vertellen, dat hij woonde in een houten tempel vlak bij een steengroeve en dat hij het hoofd was van een gezelschap van goden dat bestond uit Anoeket, Hapi, Sjoe, Geb, Noet, Osiris, Isis, Nephthys en Horus. Vreemd toch dat zo'n belangrijke god bij de Egyptenaren die van zijn goede gunsten afhingen, zo weinig aandacht kreeg...
Djoser kwam zelf naar Elefantine om dat recht te zetten, en bezocht de tempel met veel offergaven: broden, bier, ganzen, ossen en allerlei andere heerlijke zaken. Plotseling verscheen Chnoem zelf aan de koning en gaf hem een standje. Hij, de Schepper en Heer, had niet eens een fatsoenlijk heiligdom. Djoser kon best eens een mooie tempel voor hem bouwen. Tenslotte was hij degene die de Nijl deed opkomen en zo rijke oogsten aan Egypte schonk. Toen de koning het woord 'oogst'  hoorde schrok hij wakker uit deze religieuze droom. Hij besloot meteen aan het werk te gaan. Kosten noch moeite werden gespaard en de beste werklui en kunstenaars aan het werk gezet om Chnoem een prachtige nieuwe behuizing te geven. Voortaan moesten alle karavanen die uit de Soedan naar het noorden kwamen tol betalen aan de nieuwe tempel en alle smeden, mijnbouwers, metselaren en handwerkslieden moesten een tiende van alles wat zij verdienden als belasting betalen.
De Nijl overstroomde Egypte weer en de rijke oogsten keerden weer. De priesters van Chnoem konden zich daarna onbekommerd aan al hun ingewikkelde rituelen wijden in een gloednieuwe tempel.